# Giancarlo Ferri
Giancarlo Ferri (Bologna, 27 settembre 1929 – 13 ottobre 2014) è stato un politico italiano, eletto nella IV e V legislatura alla Camera dei deputati.

## Biografia
Geometra bolognese, impegnato in politica con il Partito Comunista Italiano. Venne eletto alla Camera dei deputati alle elezioni politiche del 1963 nella circoscrizione Bologna-Ferrara-Ravenna-Forlì, venendo poi confermato anche a quelle del 1968; rimase in carica a Montecitorio fino al 1972. 
Morì il 13 ottobre 2014, due settimane dopo aver compiuto 85 anni.